# National Rugby League 1951
La New South Wales Rugby Football League de 1951 fue la 44.ª edición del torneo de rugby league más importante de Australia.

## Formato
Los clubes se enfrentaron en una fase regular de todos contra todos, los cuatro equipos mejor ubicados al terminar esta fase clasificaron a la postemporada.
Se otorgaron 2 puntos por el triunfo, 1 por el empate y ninguno por la derrota.

## Desarrollo

### Tabla de posiciones
| Pos. | Equipo                        | Encuentros | Encuentros | Encuentros | Encuentros | Tantos | Tantos | Tantos | Puntos |
| Pos. | Equipo                        | PJ         | PG         | PE         | PP         | F      | C      | Dif    | Puntos |
| ---- | ----------------------------- | ---------- | ---------- | ---------- | ---------- | ------ | ------ | ------ | ------ |
| 1    | South Sydney Rabbitohs        | 18         | 16         | 1          | 1          | 428    | 237    | +191   | 33     |
| 2    | Manly-Warringah Sea Eagles    | 18         | 11         | 0          | 7          | 424    | 262    | +162   | 22     |
| 3    | St. George Dragons            | 18         | 10         | 1          | 7          | 374    | 251    | +123   | 21     |
| 4    | Western Suburbs Magpies       | 18         | 10         | 0          | 8          | 360    | 333    | +27    | 20     |
| 5    | Eastern Suburbs               | 18         | 9          | 0          | 9          | 304    | 340    | -36    | 18     |
| 6    | Parramatta Eels               | 18         | 9          | 0          | 9          | 309    | 410    | -101   | 18     |
| 7    | Canterbury-Bankstown Bulldogs | 18         | 7          | 0          | 11         | 266    | 362    | -96    | 14     |
| 8    | Newtown Jets                  | 18         | 6          | 0          | 12         | 261    | 341    | -80    | 12     |
| 9    | Balmain Tigers                | 18         | 6          | 0          | 12         | 283    | 365    | -82    | 12     |
| 10   | North Sydney Bears            | 18         | 5          | 0          | 13         | 220    | 328    | -108   | 10     |

|  | Postemporada. |

### Postemporada

#### Semifinales
| 1 de septiembre | South Sydney Rabbitohs | 8 - 35 | St. George Dragons |  |  |

| 8 de septiembre | Manly-Warringah Sea Eagles | 37 - 9 | Western Suburbs Magpies |  |  |

#### Final preliminar
| 15 de septiembre | Manly-Warringah Sea Eagles | 18 - 8 | St. George Dragons |  |  |

#### Final
| 23 de septiembre | South Sydney Rabbitohs | 42 - 14 | Manly-Warringah Sea Eagles | Sydney Sports Ground, Sídney    |  |
|                  |                        |         |                            | Asistencia: 28.505 espectadores |  |

| Bandera de Australia           |
| Campeón South Sydney Rabbitohs |
| Décimo tercer título           |